# 米格卷管螺
米格卷管螺（学名：Lienardia mighelsi），是新腹足目卷管螺科细切嘴螺属的一种。主要分布于台湾，常栖息在潮下带砾石海岸。